# Cauterets (station)
Pour les articles homonymes, voir Cauterets (homonymie).
La station de Cauterets est une station de sports d'hiver des Pyrénées française située sur la commune de Cauterets dans le département des Hautes-Pyrénées en région Occitanie.  
On peut y pratiquer le ski alpin et le ski de fond sur le domaine du Cirque du Lys et sur celui du Pont d'Espagne.

## Géographie

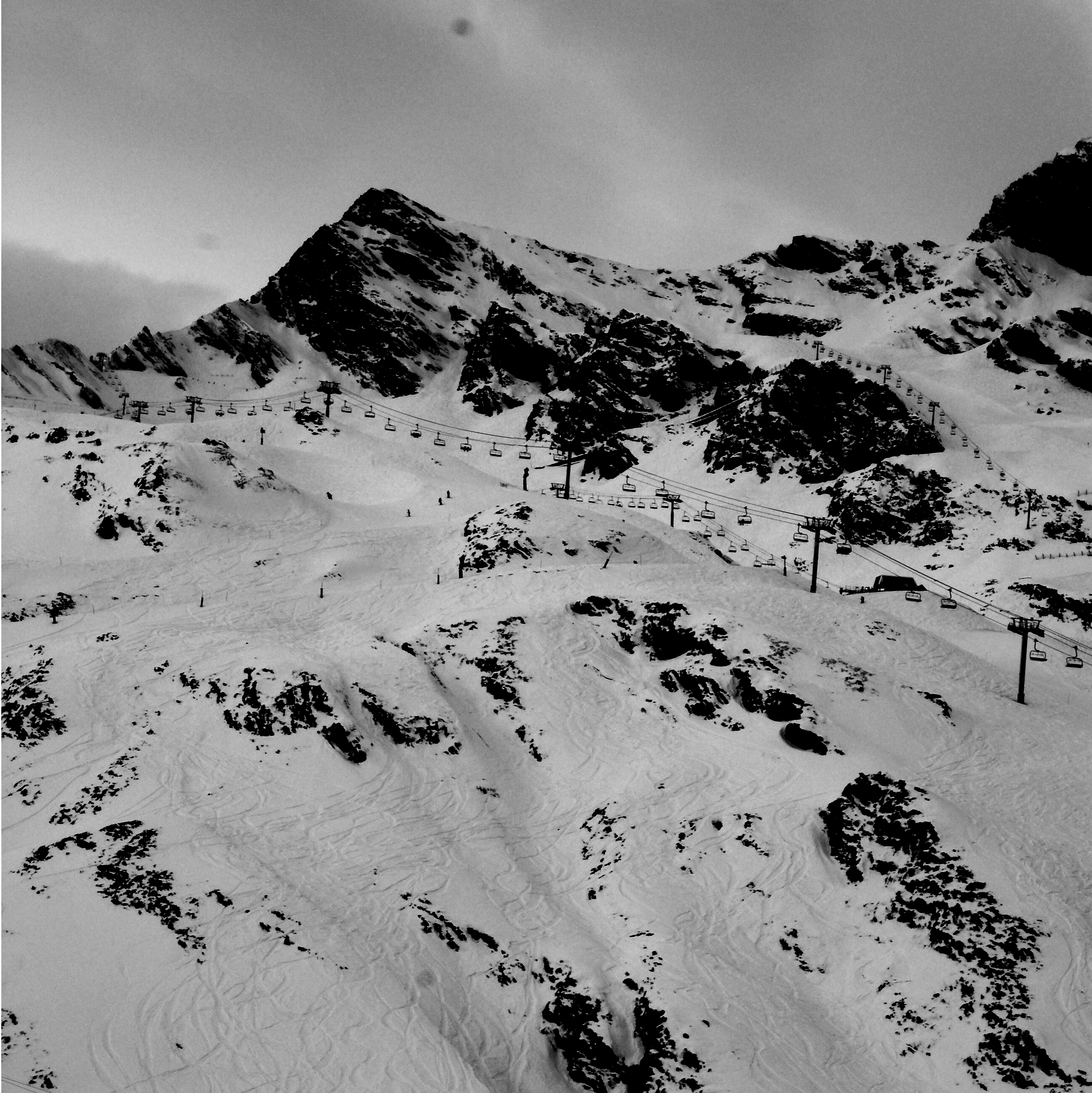
Station de ski de Cauterets

Le cirque du Lys est situé entre 1 730 et 2 430 m. Le domaine est à l'Ouest de la station de Cauterets, le domaine est orienté vers l'Est ce qui lui donne un enneigement exceptionnel (Cauterets est la station la plus enneigée des Pyrénées)

## Voies d'accès
On peut accéder au Lys en empruntant la télécabine du Lys qui relie la station au domaine directement en 12 min.
La télécabine du Cambasque, accès de secours au domaine, a été détruite par une avalanche en 2015.
Le domaine du Lys est tributaire du bon fonctionnement d'une seule remontée mécanique, qui est très longue (3700 m) et a déjà connu un arrêt prolongé en 2013 (déplacement du pylône n°10 par une coulée)

## Projet
Un projet de liaison avec la station voisine Luz-Ardiden est à l'étude.

## Remontée Mécaniques
3 télécabines:
- Ligne Cauterets - Cirque du Lys
- Télécabine du Pont d'Espagne
- Télécabine du Courbet

5 télésièges:
- 6 places Débrayable des Crètes (Domaine du Lys)
- 4 places fixe Grand Barbat (Domaine du Lys)
- 4 places fixe Touyaroles (Domaine du Lys)
- 4 places fixe Brèche (Domaine du Lys)
- 3 places fixe Gaube (Pont d'Espagne)

4 téléskis:
- Clot long (Pont d'Espagne)
- Clot court (Pont d'Espagne)
- Source (Domaine du Lys)
- Baumes (Domaine du Lys)